# 完整系統
在經典力學裏，假若一個系統的所有的約束條件都是完整約束，則稱此系統為完整系統（holonomic system）。完整約束以方程式表達為
{\displaystyle f(x_{1},\ x_{2},\ x_{3},\ \dots ,\ x_{N},\ t)=0}；
其中，{\displaystyle x_{i}}是每一個粒子{\displaystyle P_{i}}之位置，{\displaystyle t}是時間。
假若一個約束條件不能夠以上述方程式表達，則稱此約束條件為非完整約束。
假若一個系統有任何約束條件不是完整約束，則稱此系統為非完整系統。

## 轉換至廣義坐標
完整約束方程式只跟位置、時間有關，跟速度無關。完整約束方程式可以幫助消除相關的變量。假設變量{\displaystyle x_{d}}是完整約束函數{\displaystyle f_{i}}的一個參數，則可以將{\displaystyle x_{d}}從系統裏所有的方程式中消除。首先，必須求出{\displaystyle x_{d}}的函數{\displaystyle g_{i}}：
{\displaystyle x_{d}=g_{i}(x_{1},\ x_{2},\ x_{3},\ \dots ,\ x_{d-1},\ x_{d+1},\ \dots ,\ x_{N},\ t)}。
將函數{\displaystyle g_{i}}代入系統裏所有提到{\displaystyle x_{d}}的方程式，就可以消除相關變量{\displaystyle x_{d}}。
假設一個物理系統原本的自由度是{\displaystyle N}。現在，新設定{\displaystyle h}個完整約束作用於此系統。那麼，這系統的自由度減少為{\displaystyle m=N-h}。可以使用{\displaystyle m}個獨立廣義坐標{\displaystyle (q_{1},\ q_{2},\ \dots ,\ q_{m})}來描述這系統的運動。廣義坐標的轉換方程式為
{\displaystyle x_{i}=x_{i}(q_{1},\ q_{2},\ \dots ,\ q_{m},\ t)\ ,\qquad \qquad \qquad i=1,\ 2,\ 3,\ \dots N}。

## 微分形式
有些時候，一個物理系統的某約束條件會以微分形式的方程式來表示，而不是以上述函數形式。思考第{\displaystyle i}個約束條件的微分形式的方程式：
{\displaystyle \sum _{j}\ c_{ij}dq_{j}+c_{i}dt=0}；
其中，{\displaystyle c_{ij}}，{\displaystyle c_{i}}分別為微分{\displaystyle dq_{j}}與{\displaystyle dt}的係數。
假若此約束方程式是可積分的，也就是說，存在有一個函數{\displaystyle f_{i}(q_{1},\ q_{2},\ q_{3},\ \dots ,\ q_{N},\ t)=0}的全微分滿足相等關係式
{\displaystyle df_{i}=\sum _{j}\ c_{ij}dq_{j}+c_{i}dt=0}，
則此約束條件是完整約束；否則，此約束條件是非完整約束。請注意到，所有的完整約束和某些非完整約束都可以表示為微分形式的方程式；但是，並不是所有的非完整約束都可以這樣表示。跟廣義速度有關的非完整約束就不能這樣表示。所以，假若知道一個約束條件的微分形式的方程式，這約束條件到底是完整約束，還是非完整約束，需要看其微分形式的方程式是否可積分來決定。

## 系統分類
為了要有條不紊地研究經典力學，必須有一個合理的分類制度。物理系統可以分類為完整系統與非完整系統。許多理論或方程式成立的條件之一，就是系統裏所有的約束都必須是完整約束。例如，假若一個物理系統是完整系統與單演系統，則拉格朗日方程式成立的必需與足夠的條件是哈密頓原理。

## 實例

簡單擺

一個簡單擺的擺錘遵守完整約束
{\displaystyle {\sqrt {x^{2}+y^{2}}}-L=0}；
其中，{\displaystyle (x,\ y)}是擺錘的位置，{\displaystyle L}是擺長。
剛體內部的粒子們遵守完整約束
{\displaystyle (\mathbf {r} _{i}-\mathbf {r} _{j})^{2}-L_{ij}^{2}=0}；
其中，{\displaystyle \mathbf {r} _{i}} , {\displaystyle \mathbf {r} _{j}}分別是粒子{\displaystyle P_{i}}與{\displaystyle P_{j}}的位置，{\displaystyle L_{ij}}是它們之間的距離。

## 參閱
- 拉格朗日力學
- 哈密頓力學
- 非完整系統
- 定常系統
- 單演系統
- 保守系統